# První nákladní automobil NW
První nákladní automobil NW byl první továrně vyrobený nákladní automobil na území bývalého Rakouska-Uherska a ve střední Evropě a jeden z prvních nákladních automobilů na světě. Vyrobili ho v kopřivnické továrně Nesselsdorfer Wagenbau-Fabriks-Gesselschaft A. G. (NW), dnešní Tatra. Jeho předchůdcem byl první kopřivnický automobil NW Präsident z roku 1897. Prototyp NW spatřil světlo světa v roce 1898, pouhý rok poté, co v automobilce Daimler Motoren Gesellschaft vyrobili vůbec první nákladní automobil na světě. Tento první náklaďáček stojí na začátku celé řady originálních nákladních automobilů z Kopřivnice, jež jsou dobře známy po celém světě.
Vůz měl ve své konstrukci několik velmi novátorských řešení. Jeho ojedinělou zvláštností byly dva spřažené spalovací motory umístěné pod podlahou ložného prostoru za zadní nápravou, které mohly být ovládány postupně, v závislosti na velikosti nákladu.

## Konstrukce
První kopřivnický nákladní automobil byl vůz trambusového typu. Kabina pro posádku byla otevřená, s dřevěným laťovým sedadlem pro dva, a stejně jako ložná plocha měla dřevěnou podlahu. Nohy řidiče a spolujezdce chránil zaoblený 600 mm vysoký plechový kryt. Ložná plocha o rozměrech 1720 x 3510 mm byla opatřena pevnou přední dělicí stěnou, sklopnými, 250 mm vysokými třídílnými postranicemi a sklopnou případně odnímatelnou částí zadní stěny, jež sloužila jako nakládací rampa. V rozích byly umístěny dřevěné sloupky, které nesly zaoblenou střechu. Údaje o nosnosti automobilu se rozcházejí. V článku V Kopřivnici opět první (Automobil č. 1/1980) se uvádí nosnost 2 tuny, zatímco autor článku První nákladní automobil z Kopřivnice (Trucker 1/1998) uvádí nosnost 2,5 tuny.
Nosný rám vozidla byl snýtován z válcovaných profilů a příčných úhelníků. Obě nápravy byly pevné, kované, přední byla odpružena dvojitými eliptickými listovými pružinami, zadní čtyřmi dvojicemi vinutých pružin, jejichž drát měl obdélníkový průřez. Středicí trn uvnitř každé pružiny zachycoval síly, které působily na nápravu. Obě nápravy byly ještě spojeny suvnými tyčemi, jejichž úkolem bylo zachycení vznikajících sil. Sloupek řízení byl uchycen na předním pažení krytu posádky a pomocí řetězů, táhel a otáčivého pákového mechanismu spojen s přední nápravou. Dřevěná paprsková kola, přední o průměru 750 mm, zadní 900 mm, byla okována ocelovými obručemi.

### Motor a převodovka
Samostatnou kapitolou byla unikátní pohonná jednotka vozu tvořená dvěma shodnými spřaženými spalovací motory umístěnými pod podlahou ložného prostoru za zadní nápravou. Toto řešení bylo zřejmě vynuceno absencí motorů s vyšším výkonem. Jednalo se o dva dvouválcové, vodou chlazené motory Benz s vrtáním válců 120 mm a zdvihem 120 mm (stejné jako měl automobil Präsident), jejichž celkový objem činil 5428 cm3. V závislosti na velikosti nákladu tak bylo možné ovládat motory postupně. To umožňovalo různé kombinace jejich paralelního běhu včetně roztáčení druhého motoru prvním či ekonomického provozu nezatíženého automobilu jen s jedním běžícím motorem. „Hlavní“ levý motor se startoval pomocí kliky a byl vybaven setrvačníkem. Pravý motor se spouštěl levým po zapnutí ozubené spojky, která oba motory propojovala. Mohl být podle potřeby během jízdy kdykoli nastartován nebo vypnut. Jeho vypnutím se spotřeba vozidla snížila na polovinu. Při spotřebě 4 kg benzinu na 100 km dokázal automobil překonat stoupání až 12 %. Palivová nádrž o obsahu 90 l byla umístěna pod sedadlem řidiče.
Chlazení obou motorů bylo odpařovací. Pára vedená od válců se ochlazovala ve dvou zásobnících chladicí vody umístěných na zadní stěně ložné plochy a kondenzovala v prostoru, který tvořila dvojitá střecha. Odtud se pak vracela do zásobníků a do 46litrové nádrže umístěné mezi podélníky rámu před převodovkou.
Převodovku zavěšenou na rámu před zadní nápravou poháněl Gallův řetěz od motoru. Byla zkonstruována tak, že ozubená kola každého rychlostního stupně měla vlastní hřídel a řidič je ovládal samostatnou třecí spojkou. 1. stupeň měl převod 22,5; 2. stupeň 11,25; 3. stupeň 6,75; zpátečka 22,5. 

### Brzdy
Provozní brzda byla pásová a ovládala se nožním pedálem a táhly. Působila na třecí buben na hřídeli převodovky. Špalíkovou parkovací brzdu ovládal řidič pákou po své pravé straně. Pomocí dřevěných špalíků působila na ocelové obruče zadních kol.

## Replika

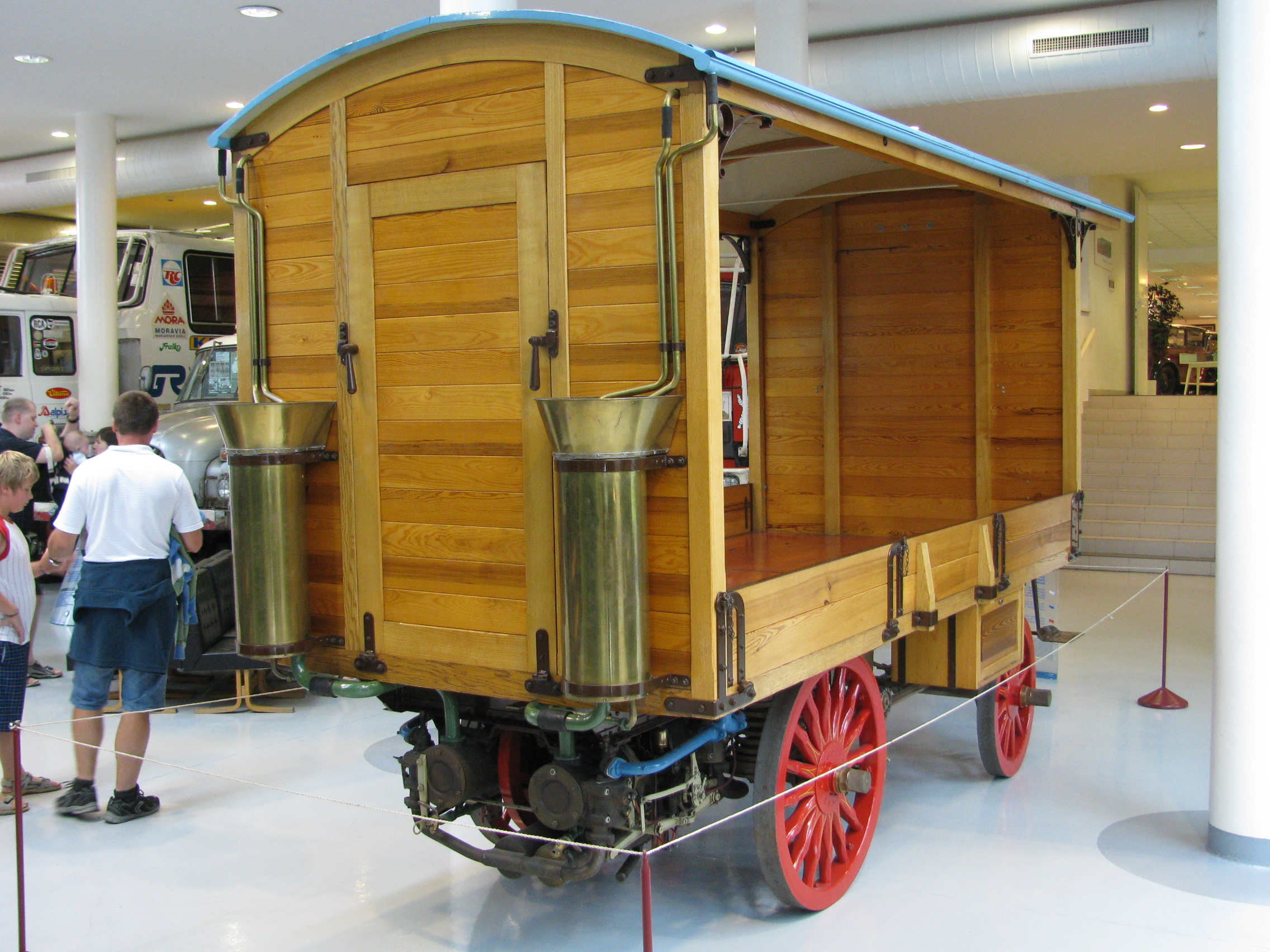
Replika nákladního vozu NW z roku 1979 (pohled zezadu)

Na rozdíl od osobního automobilu Präsident se originál prvního nákladního vozu z Kopřivnice do dnešních dní nedochoval. Poté, co skupina nadšenců v automobilce Tatra dokončila repliku Präsidenta, padlo rozhodnutí postavit též repliku prvního kopřivnického nákladního automobilu. Konečně hlavní náplní automobilky v té době byla výroba nákladních vozů. Ukázalo se však, že tento úkol je mnohem složitější, než byla stavba Präsidenta, protože se nedochovala ani kompletní technická dokumentace vozu. V Technickém muzeu Tatra v Kopřivnici měli jen jedinou tovární fotografii náklaďáčku. Byl na ní sice boční pohled na vůz, ale již částečně přestavěný. Podobně na tom byly i výkresy. Existovala sice fotografie původního kompletačního výkresu, jednalo se však o sice podobný, ale jiný vůz z roku 1900, který měl jiný motor namísto původních dvou, jinou převodovku a jiné řízení. Shodná zůstala jen koncepce obou náprav, rámu, karoserie a chlazení. Ani soubor detailních výkresů nebyl úplný. Technici si museli vypomoci řadou výkresů motoru, elektroinstalace a palivové nádrže z vozu Präsident. Významnou pomoc naopak znamenal článek vídeňského novináře Adolfa Schmala-Filiuse, který na jaře 1899 viděl v Kopřivnici nákladní vůz NW na vlastní oči a důkladně ho popsal.
Z kopřivnických archivů získali nadšenci celkem 39 použitelných originálních technických výkresů. Dalších 140 výkresů se dalo využít z dokumentace vozu Präsident, jak již bylo řečeno, a 702 výkresů muselo být zhotoveno zcela nově. Replika vozu NW je zhotovena celkem ze 1333 dílů a na její stavbě se podílelo přes 500 nadšenců. K vidění byla v Technickém muzeu Tatra v Kopřivnici, nyní je přesunuta do nové budovy Muzeum nákladních automobilů Tatra otevřeného v roce 2021.

## Technické parametry
(podle Milan Olšanský: V Kopřivnici opět první (Automobil č. 1/1980))
- Motor: 2x plochý dvouválcový zážehový motor Benz
- Vrtání: 120 mm
- Zdvih: 120 mm
- Objem válce: 1357 cm3
- Celkový objem: 5428 cm3
- Otáčky motoru: 600/min
- Výkon: 13,2 hp při 600 ot/min
- Chlazení: kapalinové odpařovací
- Převody:
1. stupeň 22,5
 2. stupeň 11,25
 3. stupeň 6,75
 zpátečka 22,5
- Rychlost vozu při 600 ot/min:
1. stupeň 4,5 km/h 
 2. stupeň 9 km/h 
 3. stupeň 15 km/h
 zpátečka 4,5 km/h